# Kulturåret 1700

## Händelser
- Okänt datum - Klarinetten skall vid denna tid ha uppfunnits av flöjttillverkaren Johann Christoph Denner som en modifierad version av chalumeau, men det dröjer till 1700-talets slut innan kompositörer tar med den till sina orkestrar.[1]

## Nya verk
- Daniel Defoe, The Pacificator

## Födda
- 2 februari - Johann Christoph Gottsched (död 1766), tysk författare och estetiker.
- 12 maj - Luigi Vanvitelli (död 1773), italiensk arkitekt under senbarocken och nyklassicismen.
- 26 maj - Nikolaus Ludwig von Zinzendorf (död 1760), biskop och psalmtextförfattare.
- 27 augusti - Carl Hårleman (död 1753), svensk arkitekt.
- 11 september - James Thomson (död 1748), brittisk författare
- okänt datum - Niclas Österbom (död 1776), svensk bildhuggare, träskulptör.
- okänt datum - William Tans'ur (död 1783), engelsk kringresande pedagog, organist och tonsättare.
- okänt datum - Jonas Wistenius (död 1777), svensk orgelbyggare och vävare.
- okänt datum - Pietro Bracci (död 1773), italiensk skulptör under senbarocken.
- okänt datum - Edvard Ottesen Schwartzkopf (död 1758), dansk lärare och psalmförfattare.
- okänt datum - Bartolomeo Rastrelli (död 1771), italiensk arkitekt.

## Avlidna
- 12 maj - John Dryden (född omkring 1631), brittisk poet och dramatiker.
- okänt datum - Niels Christensen Arctander (född omkring 1660), dansk kaplan och psalmförfattare
- okänt datum - Johannes Vultejus (född 1639), svensk präst, psalmförfattare och överhovpredikant.